# Saison 2 de Cormoran
Saison 1 de Cormoran Saison 3 de Cormoran
Cet article présente le guide de la deuxième saison du feuilleton télévisé Cormoran.
| Numéro | Date de diffusion | Réalisateurs                                    | Date réelle  |
| Description |                   |                                                 |              |
| 27 | 17 septembre 1991 | Yvon Trudel et Andrée Pérusse                   | Automne 1937 |
| C'est le temps de la chasse et Pacifique invite ses amis à faire le coup de feu sur la terre des Cormoran. |                   |                                                 |              |
| 28 | 24 septembre 1991 | Yvon Trudel et Andrée Pérusse                   |              |
| Bella interdit à Angélique de répéter certaines révélations qu'elle a entendues. Germain confie une tâche aux deux Thomas, ce qui les amène près de la grande maison. |                   |                                                 |              |
| 29 | 1er octobre 1991  | Yvon Trudel et Andrée Pérusse                   |              |
| Bella se plaint de Viateur au curé Dumont. Pacifique donne à Bella les noms de deux médecins qu'elle pourrait consulter. Maureen rend visite à Flavie à la petite école du rang. |                   |                                                 |              |
| 30 | 8 octobre 1991    | Yvon Trudel et Andrée Pérusse                   |              |
| Gérard Labrecque découvre que les pneus des véhicules des 2 juifs ont été crevés. Vital Laforce le nargue et fait des menaces aux 2 Juifs. Il y a aussi eu des actes de vandalisme à l'Anse au Maudit. Les 2 Thomas sont en peine. Pacifique et Hippolyte soupçonnent Clément Veilleux d'être l'instigateur de méfaits commis aux voitures des deux juifs et vont à sa rencontre. Maureen, Zénone, Donatienne et Angélique rencontrent Bella pour discuter de sa situation. Bella fait une colère. Bella et Ginette se rendent chez une faiseuse d'anges. Bella décide de partir sans la rencontrer. Osnabrück et Müller reviennent de la Côte-Nord et cherche à louer une chambre à l'hôtel du Grand Cormoran. Donatienne affirme qu'il n'y a aucune chambre de libre.                                                      |                   |                                                 |              |
| 31 | 15 octobre 1991   | Yvon Trudel et Andrée Pérusse                   |              |
| Wolfgang Osnabrück veut rencontrer Bella et Pacifique pour discuter d'un projet important. Bella boude et insiste pour que Pacifique le rencontre seul. Clément Veilleux veut célébrer la rencontre de Mussolini et Hitler à Nuremberg avec les 2 Allemands. Non satisfait de leurs réponses à certaines questions, il menace de les dénoncer à l'ambassade d'Allemagne. Il en discute avec Flamand Bellavance qui lui suggère fortement de ne rien faire. Fredrich accompagne Flamand et Maureen à la petite école pour rendre visite à Flavie. La curiosité amène Donatienne, Zénone et Maureen chez Angélique alors que Pacifique soupe avec Fredrich et Wolfgang. Wolfgang monte à la chambre de Bella, il lui fait une proposition. Elle s'évanouie. Fredrich Müller fait ses adieux à Donatienne. Zénone les surprend. |                   |                                                 |              |
| 32 | 22 octobre 1991   | Yvon Trudel et Andrée Pérusse                   |              |
| Wolfgang Osnabrück se rend à Cormoran pour connaître la réponse à sa proposition. Il se confie à Germain qui répète le tout à Angélique. Celle-ci organise un conseil de famille dans la chambre de Bella, où même Ginette est invitée. Il est décidé que Bella rencontrera Wolfgang en après-midi pour lui faire connaître sa décision. Angélique se rend à Baie d'Esprit pour donner des nouvelles à Zénone, Donatienne et Maureen. Clément Veilleux confie à Aglaé le soin de lui résumer Mein Kampf et l'entraîne comme un garçon. Angélique et Germain sont inquiets de la situation à Cormoran. Bella affirme qu'elle sera toujours d'abord et avant tout une Cormoran peu importe ce qui arrivera. |                   |                                                 |              |
| 33 | 29 octobre 1991   | Yvon Trudel et Andrée Pérusse                   |              |
| Le curé Dumont et son vicaire vont aux nouvelles de Bella. Pacifique parle mariage avec Osnabrück. Ginette raconte à Müller le tremblement de terre de 1925. Viateur surprend les Cormoran. |                   |                                                 |              |
| 34 | 5 novembre 1991   | Yvon Trudel et Andrée Pérusse                   |              |
| Flavie est agressée par deux chemises bleues. Flamand tient Clément Veilleux responsable et exige du maire une intervention immédiate. Clément doit fournir des explications à sa femme Zénone. |                   |                                                 |              |
| 35 | 12 novembre 1991  | Yvon Trudel et Andrée Pérusse                   |              |
| Ginette a des projets d'affaires. Une altercation a lieu au bureau de poste entre Flamand et Clément. Vincent vient de Québec voir Flavie à la p'tite école. Viateur convoque quelques conseillers pour étudier la question des Chemises Bleues. |                   |                                                 |              |
| 36 | 19 novembre 1991  | Yvon Trudel et Andrée Pérusse                   |              |
| Clément Veilleux soulève la colère du curé Dumont. Viateur Bernier et quelques conseillers préparent une proposition pour circonscrire l'activité des Chemises Bleues. Ginette et Pacifique visitent un bâtiment du domaine où celle-ci aimerait installer ses ouvriers. Mais il faut l'accord de Bella. |                   |                                                 |              |
| 37 | 26 novembre 1991  | Yvon Trudel et Andrée Pérusse                   |              |
| Tom Pouce et Tom Mix se bagarrent. Bella s'en remet à Pacifique pour la location à Ginette d'un bâtiment du domaine. Vincent retourne à ses cours et fait ses adieux aux Labrecque. Bella se laisse aller à des rêves exotiques dans l'Afrique de son cher Wolfgang. |                   |                                                 |              |
| 38 | 3 décembre 1991   | Yvon Trudel et Andrée Pérusse                   |              |
| L'hiver s'est installé à Cormoran. Bella entretient une correspondance avec Wolfgang Osnabrück. Tom Pouce est toujours à l'hôpital. Ginette décide que Tom Mix va loger avec elle. Un soir, Mariette va rejoindre Pacifique à l'observatoire. |                   |                                                 |              |
| 39 | 10 décembre 1991  | Yvon Trudel et Andrée Pérusse                   | Mars 1938    |
| Une tempête de neige s'abat sur le Québec. Bella, Angélique et Germain sont à Cormoran sans électricité. Pacifique doit coucher chez les Bellavance. Au local de Clément Veilleux, les Chemises Bleues brillent par leur absence. |                   |                                                 |              |
| 40 | 17 décembre 1991  | Yvon Trudel et Andrée Pérusse                   | Été 1938     |
| Gérard, Romuald et Tom Mix travaillent pour la fabrique de cercueils. Léonie accouche d'un gros bébé. Bella et le curé Dumont reçoivent chacun une lettre d'Allemagne. Pacifique risque de compromettre le mariage de sa sœur. |                   |                                                 |              |
| 41 | 7 janvier 1992    | Yvon Trudel et Andrée Pérusse                   | Été 1938     |
| Réception à Cormoran pour le baptême de l'enfant de Léonie et Gérard. Bella donne un concert pour Maureen et l'abbé Laverdure. La lettre d'Allemagne provoque un affrontement violent entre Bella et Pacifique. A LA MÉMOIRE DE MICHÈLE CRAIG. |                   |                                                 |              |
| 42 | 14 janvier 1992   | Yvon Trudel et Andrée Pérusse                   |              |
| Clément Veilleux traverse une mauvaise passe. Il se retrouve au cabinet du docteur Cormoran pour y subir un examen médical. L'harmonie n'est pas près de revenir entre Bella et Pacifique. Viateur accompagne Mariette à la fin de sa journée de congé. |                   |                                                 |              |
| 43 | 21 janvier 1992   | Yvon Trudel et Andrée Pérusse                   |              |
| Pacifique lit à Bella une lettre qu'il a reçue de Wolfgang. Hippolyte se joint à Viateur Bernier pour aller à une réunion de zouaves pontificaux à Québec. Pacifique apprend avec surprise que son cousin Tancrède Letendre est arrivé à sa villa d'été. Un télégramme annonce l'arrivée imminente des deux Allemands. |                   |                                                 |              |
| 44 | 28 janvier 1992   | Yvon Trudel et Andrée Pérusse                   |              |
| Clément Veilleux enfreint le règlement municipal interdisant les défilés en uniforme dans les rues de Baie-d'Esprit. Un historien d'origine allemande, descendu à l'hôtel d'Hippolyte Belzile, suscite la curiosité de Flamand Bellavance. Wolfgang Osnabrück et Fredrich Müller sont de retour à Cormoran. |                   |                                                 |              |
| 45 | 4 février 1992    | Lise Chayer, Andrée Pérusse et Louise Montpetit |              |
| Aglaé conteste l'ordre de teindre les chemises bleues en noir. La présence de Franz Von Malcourt embarrasse le curé Dumont. C'est jour de paye à la fabrique de cercueils. Pacifique mesure les difficultés qui séparent Bella de son mariage avec Wolfgang Osnabrück. |                   |                                                 |              |
| 46 | 11 février 1992   | Lise Chayer, Andrée Pérusse et Louise Montpetit |              |
| Les Chemises Bleues tentent de terroriser Tom Mix. L'arrivée inopinée d'Aglaé surprend les Labrecque. Angélique sert de chaperon à Bella. Pacifique inquiète Germain au sujet de Wolfgang Osnabrück. |                   |                                                 |              |
| 47 | 18 février 1992   | Lise Chayer, Andrée Pérusse et Louise Montpetit |              |
| Clément Veilleux est furieux que sa fille Aglaé ait passé la nuit chez les Bellavance. Flavie apprend la relation qui existe entre le docteur et Mariette. Wolfgang Osnabrück confie à Pacifique qu'il a l'intention d'unir son destin à celui de Bella malgré tous les obstacles. |                   |                                                 |              |
| 48 | 25 février 1992   | Lise Chayer, Andrée Pérusse et Louise Montpetit |              |
| Bella se brouille avec son frère et décide de quitter Cormoran pour aller s'installer à l'hôtel. Viateur l'y reconduit avec son chauffeur. Flavie et Vincent sont à l'hôtel lors de son arrivée. Bella est hautaine avec Donatienne exigeant de se faire appeler mademoiselle Cormoran lors de son séjour. Mariette semble soulagée du départ de Bella. Pacifique discute avec Osnabrück de la discussion qu'il a eue avec Franz Von Malcourt. Osnabrück est furieux. Bella reçoit des roses rouges à l'hôtel. |                   |                                                 |              |
| 49 | 3 mars 1992       | Lise Chayer, Andrée Pérusse et Louise Montpetit |              |
| Bella est installée à l'hôtel des Belzile. Clément annonce la venue prochaine de fascistes importants. Le curé Dumont veut voir Bella. Franz Von Malcourt est encore à Baie-d'Esprit. Tom Mix fait un achat dont il a toujours rêvé. |                   |                                                 |              |
| 50 | 11 mars 1992      | Lise Chayer, Andrée Pérusse et Louise Montpetit |              |
| Une nuit où personne à Cormoran, à part Angélique et Germain, ne couche dans son lit. Flavie trouve l'audace de poser à Pacifique une question qui lui trotte dans la tête depuis longtemps. |                   |                                                 |              |
| 51 | 17 mars 1992      | Lise Chayer, Andrée Pérusse et Louise Montpetit |              |
| Osnabrück et Müller reçoivent une lettre recommandée. Angélique n'accepte pas que Bella pense à vivre avec Wolfgang dans la maison de René. Le curé Dumont est scandalisé. Flavie distribue des affiches en vue d'une manifestation. Albérich Boulet met la patience d'Hippolyte à dure épreuve. |                   |                                                 |              |
| 52 | 24 mars 1992      | Lise Chayer, Andrée Pérusse et Louise Montpetit |              |
| Vincent et Flavie préparent des pancartes pour une manifestation anti-fasciste. Clément Veilleux, Von Malcourt, Albérich Boulet et un groupe de fascistes canadiens et américains assistent à une rencontre au local des chemises bleues. Osnabrück et Müller y sont attendus. |                   |                                                 |              |